# Église Saint-Michel-et-Tous-les-Anges de Blantyre
Pour les articles homonymes, voir Église Saint-Michel-et-Tous-les-Anges.
L'église Saint-Michel-et-tous-les-Anges (anglais : St. Michael and All Angels Church) fut construite en briques entre 1888 et 1891 sur le site d'une mission protestante écossaise à Blantyre, au Malawi. Située à l'emplacement d'origine de la mission, elle relève de l'Église presbytérienne d'Afrique centrale, synode de Blantyre. Depuis 1991, elle a noué un partenariat avec l'Hiland Presbyterian Church de Pittsburgh aux États-Unis. En 1885, le lieutenant H. E. O'Neil détermine la longitude de Blantyre, 2 heures 20 minutes 13,56 secondes à l'est du méridien de Greenwich, en menant une série de 365 observations de la lune ; une plaque, installée sur un côté de l'église, commémore cet évènement.
L'église a été décrite comme « la première église chrétienne érigée […] entre le Zambèze et le Nil » par le révérend Alexander Hetherwick.

## Construction

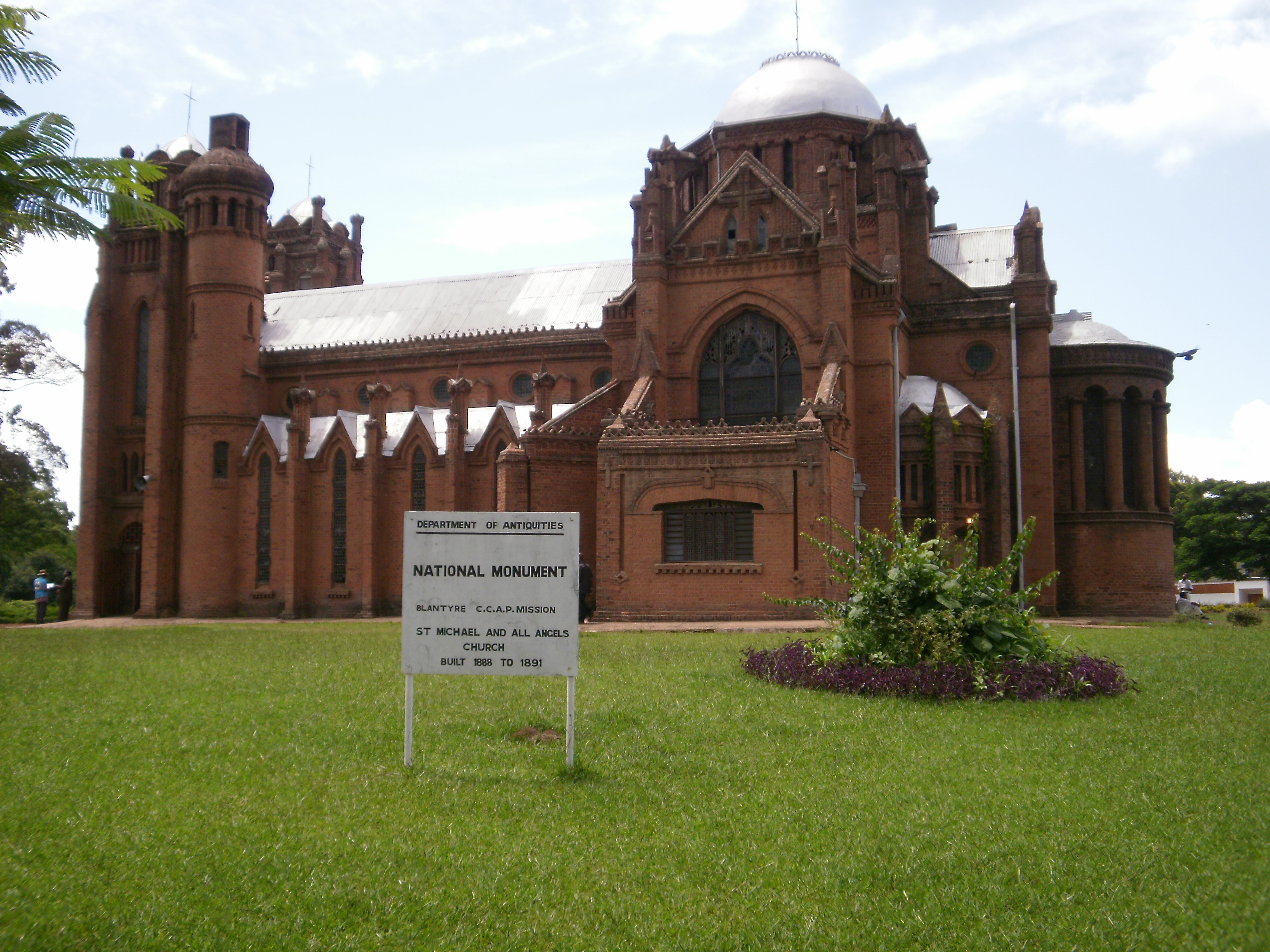
Façade sud, en janvier 2010.

L'église a été dessinée et sa construction dirigée par le révérend David Clement Scott, qui n'avait pas de formation en architecture,. La force de travail fut fournie par les hommes de la région, qui n'avaient pas d'expérience préalable dans ce type de construction. Toutes les briques utilisées furent confectionnées sur place en utilisant de l'argile locale et furent cuites dans des fours à bois de type kiln. On a estimé que quatre-vingt-une formes différentes de briques ont été utilisées. La brique la plus commune fait 30 × 15 × 7,6 cm, disposée dans un appareil « à l'anglaise ».
Scott ne fit pas de plan détaillé avant le début de la construction. À la place, chaque détail fut testé avec des briques sèches avant l'assemblage final. Les dimensions sont d'environ 32 mètres de long, 9 mètres entre les murs latéraux et 11 mètres jusqu'au faîte du toit. Scott décrivit le plan ainsi : « La forme était celle d'une croix latine avec de très petits transepts (3 mètres en mesure extérieure). Un chœur court (3,6 mètres de mesure extérieure) et une abside semi-circulaire de 2,4 mètres de rayon. Le but était de réaliser un beau lieu de culte presbytérien,. »
Les éléments structurels comprennent des arches, des dômes et des arcs-boutants. Les deux tours ne sont pas identiques. Un clocher de style mauresque, muni d'un escalier circulaire, se situe entre la tour sud-est et le mur de l'aile sud. L'intérieur est constitué d'arcades de type byzantin faites de six arcs.

## Modifications et rénovations
Un orgue fut installé dans le transept nord en 1907 et l'éclairage électrique en 1912. L'orgue fut remplacé en 1954. L'église fut rénovée dans les années 1970, mais son apparence n'a que peu changé depuis l'époque de sa construction.

## Alentours
L'église est accompagnée d'une tour horloge, située 30 mètres au nord ; elle est entourée de bâtiments qui abritaient à la fois une école, un hôpital, une imprimerie et une menuiserie. On y trouve aujourd'hui le Henry Henderson Institute, qui tire son nom de celui d'un missionnaire, Henry Henderson (1843-1891).

## Galerie photographique

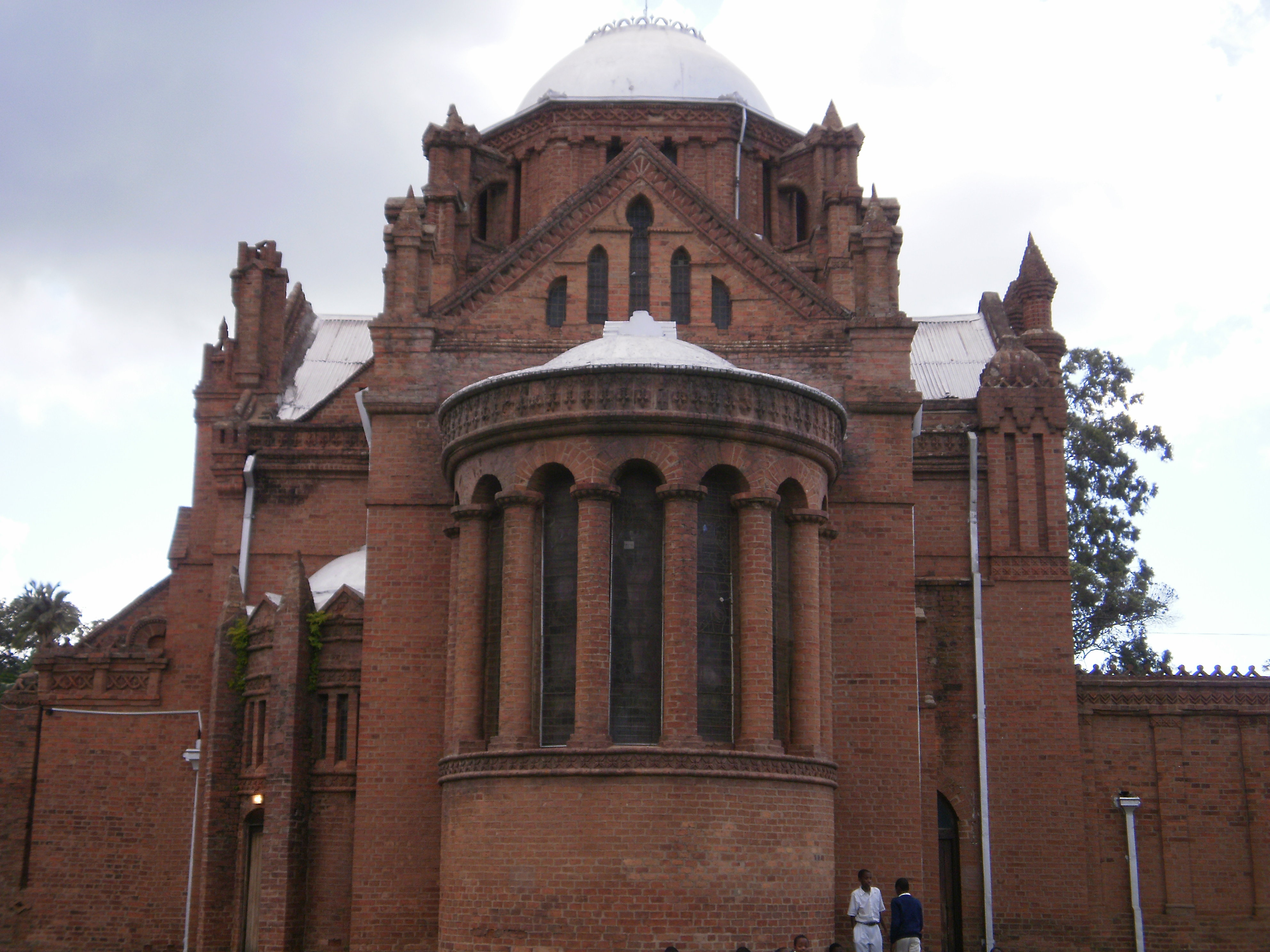
Extrémité est avec l'abside semi-circulaire.
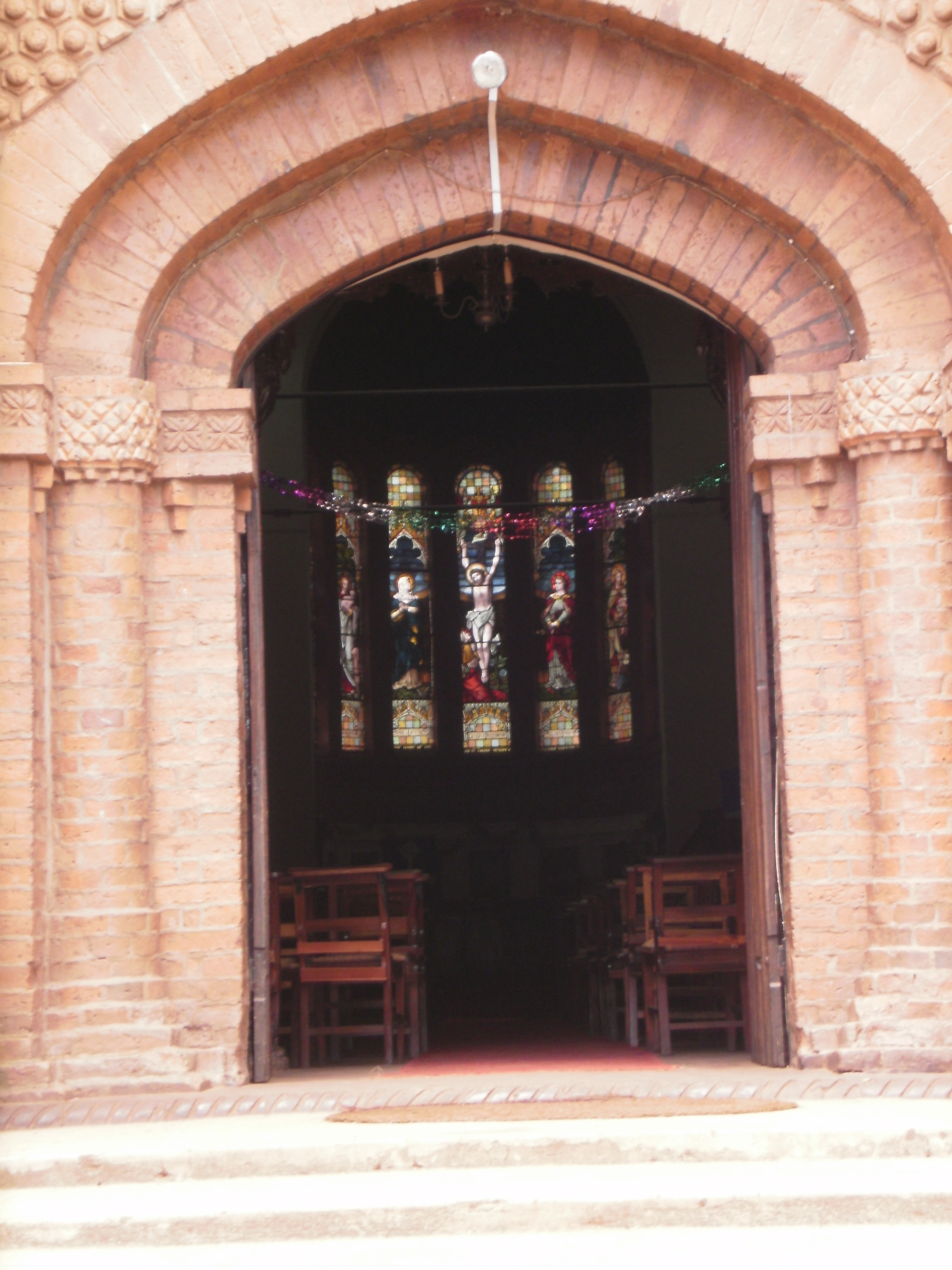
Vitrail dans l'abside, vu depuis la porte de la façade.
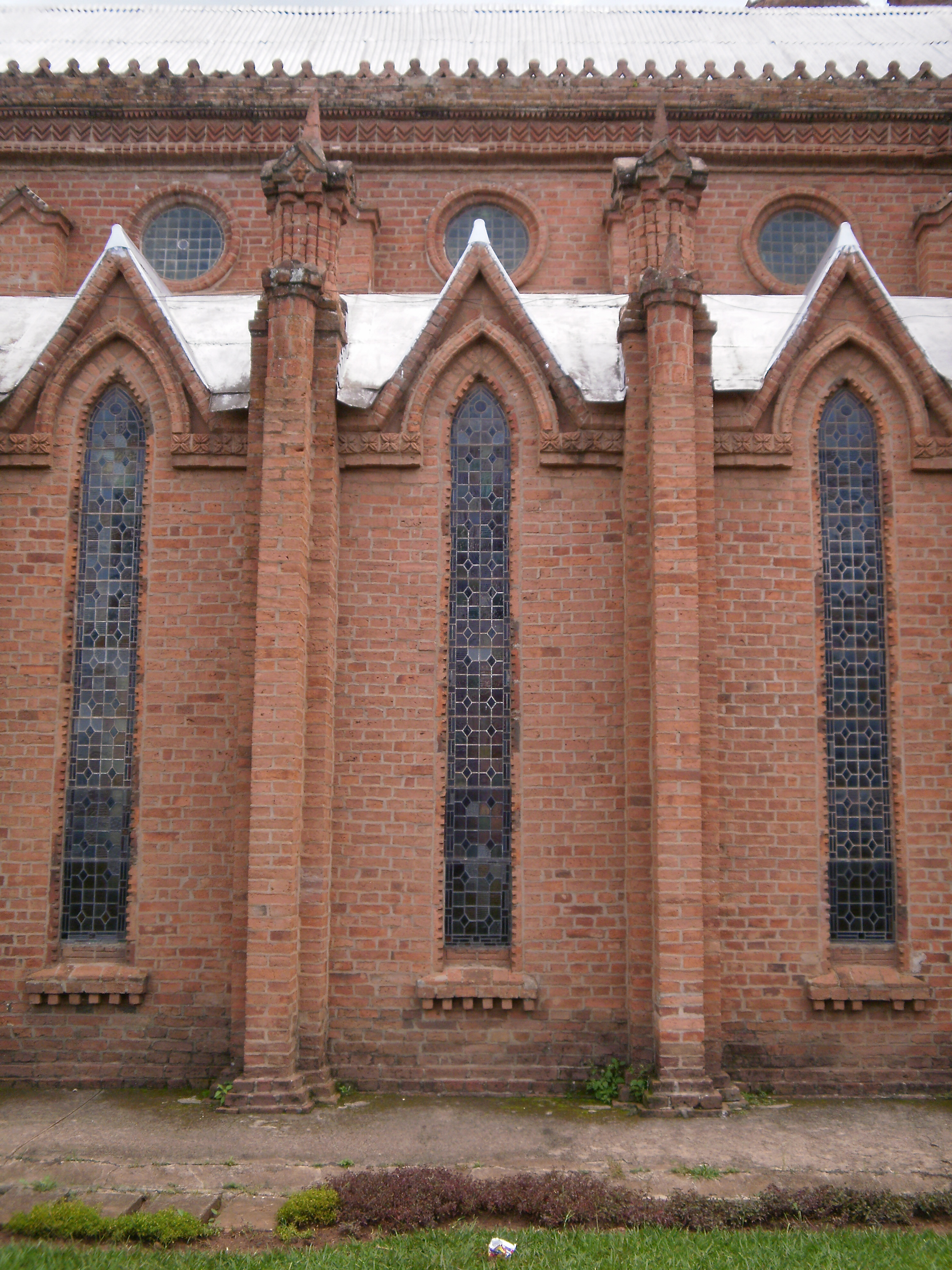
Détail de la façade nord.
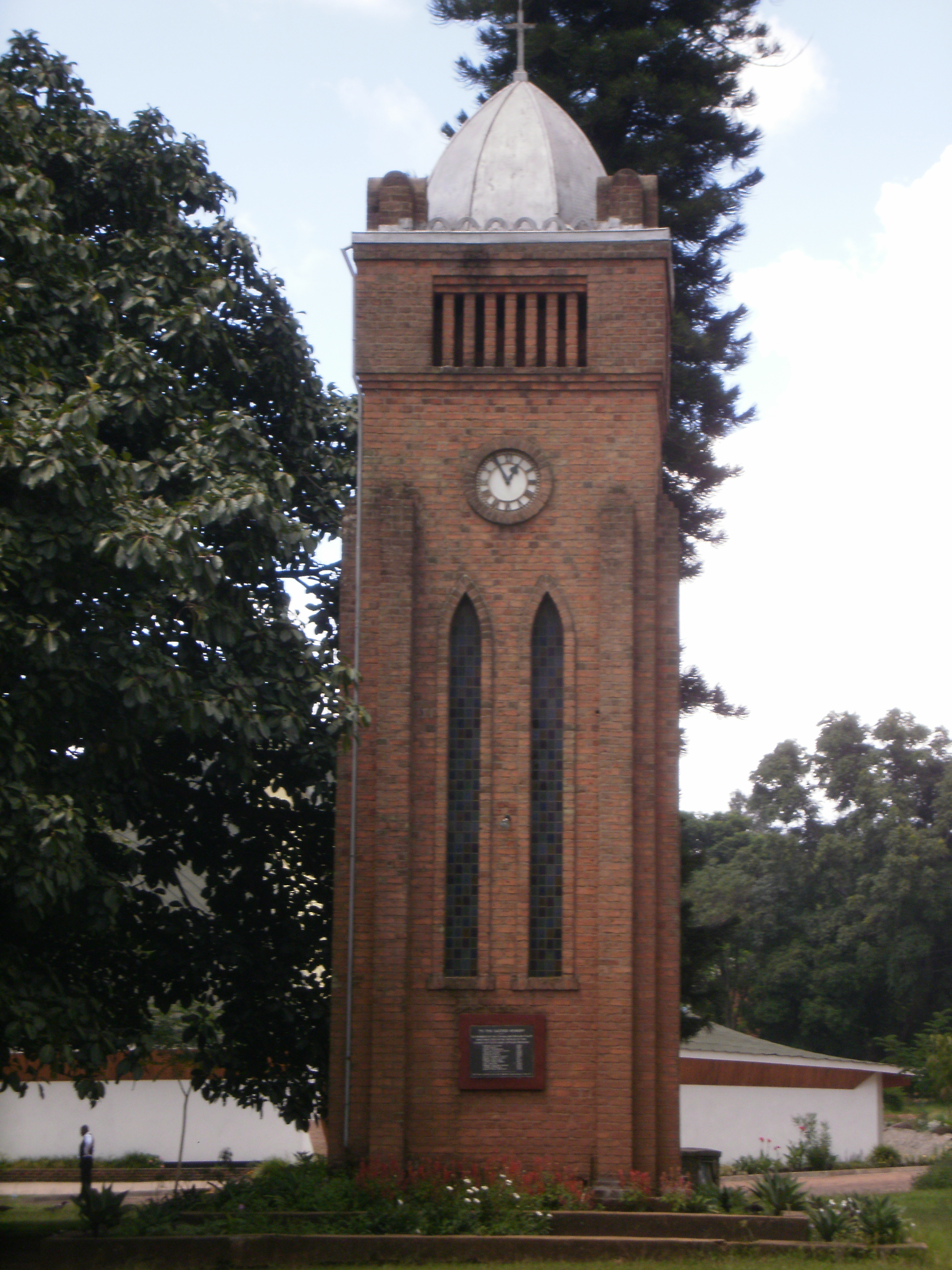
Tour horloge.
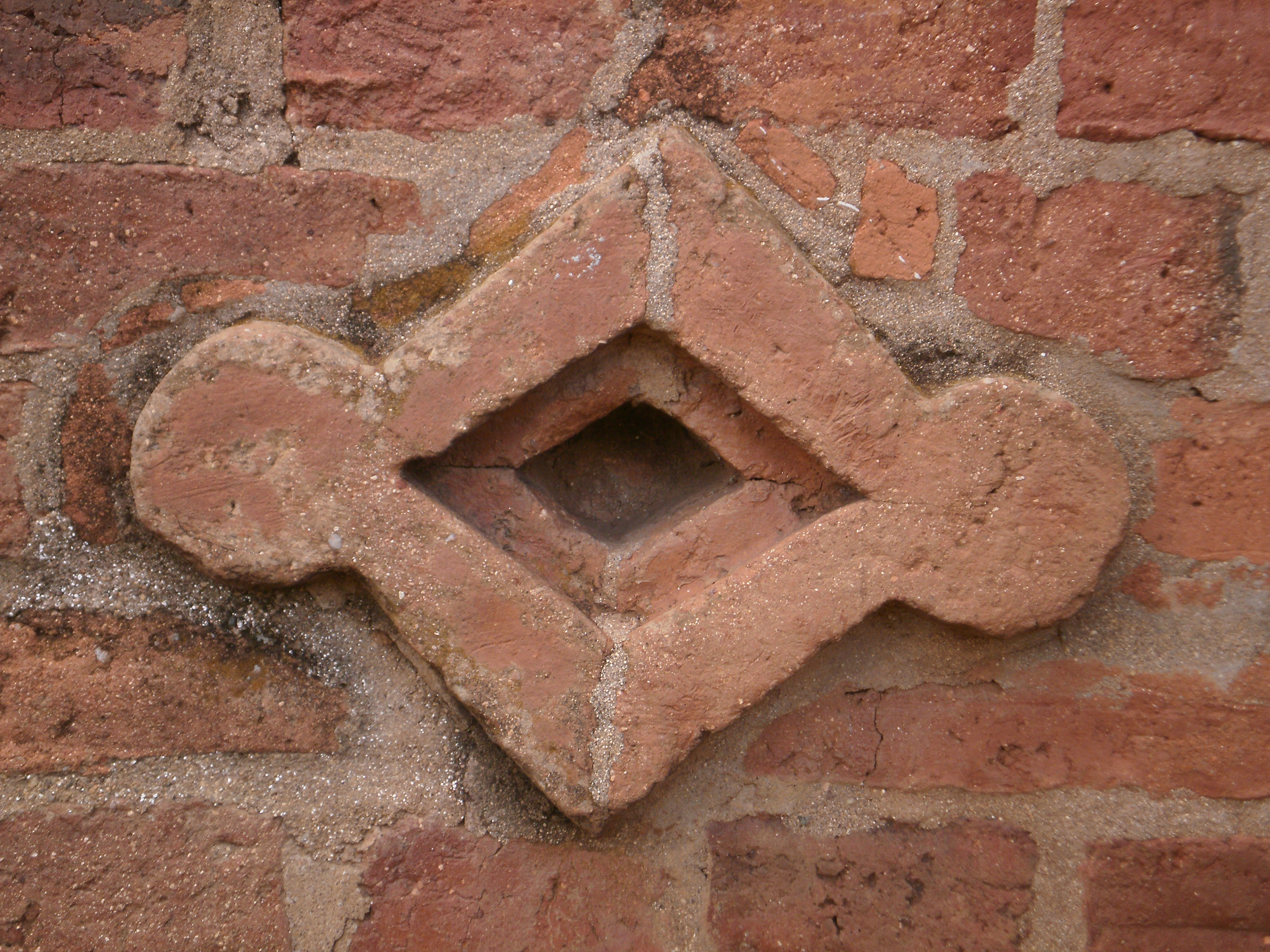
Détail.
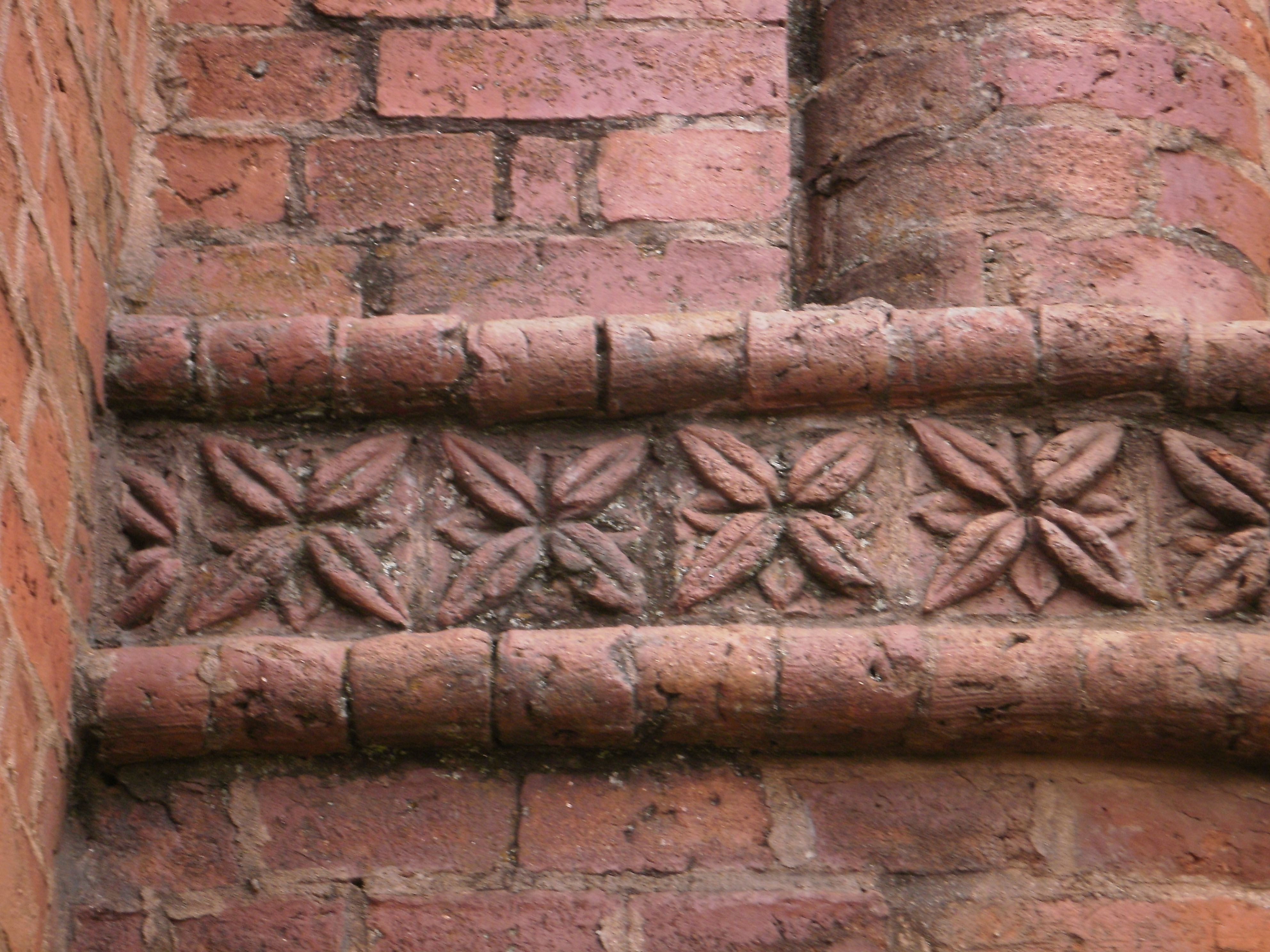
Détail.
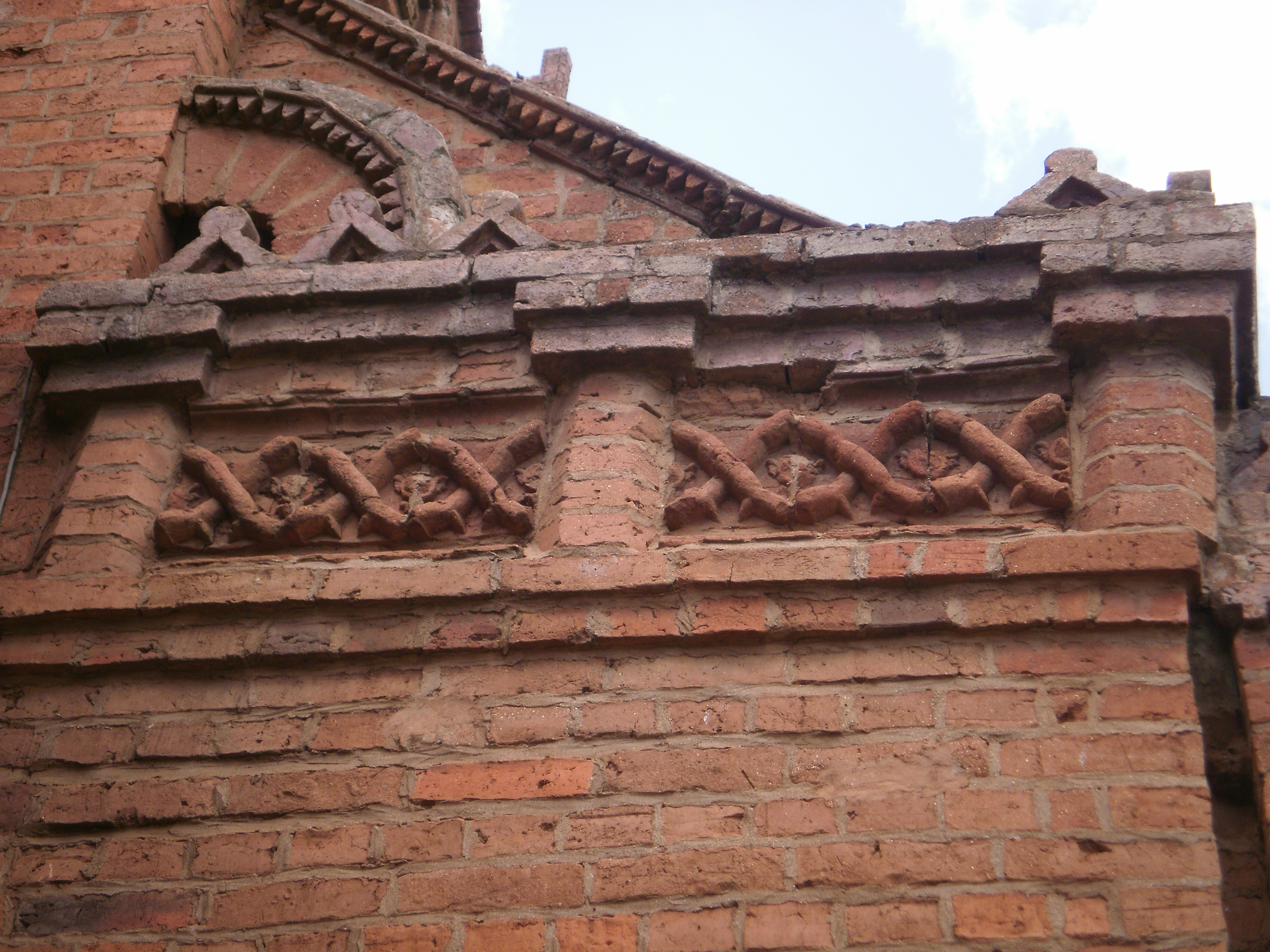
Détail.
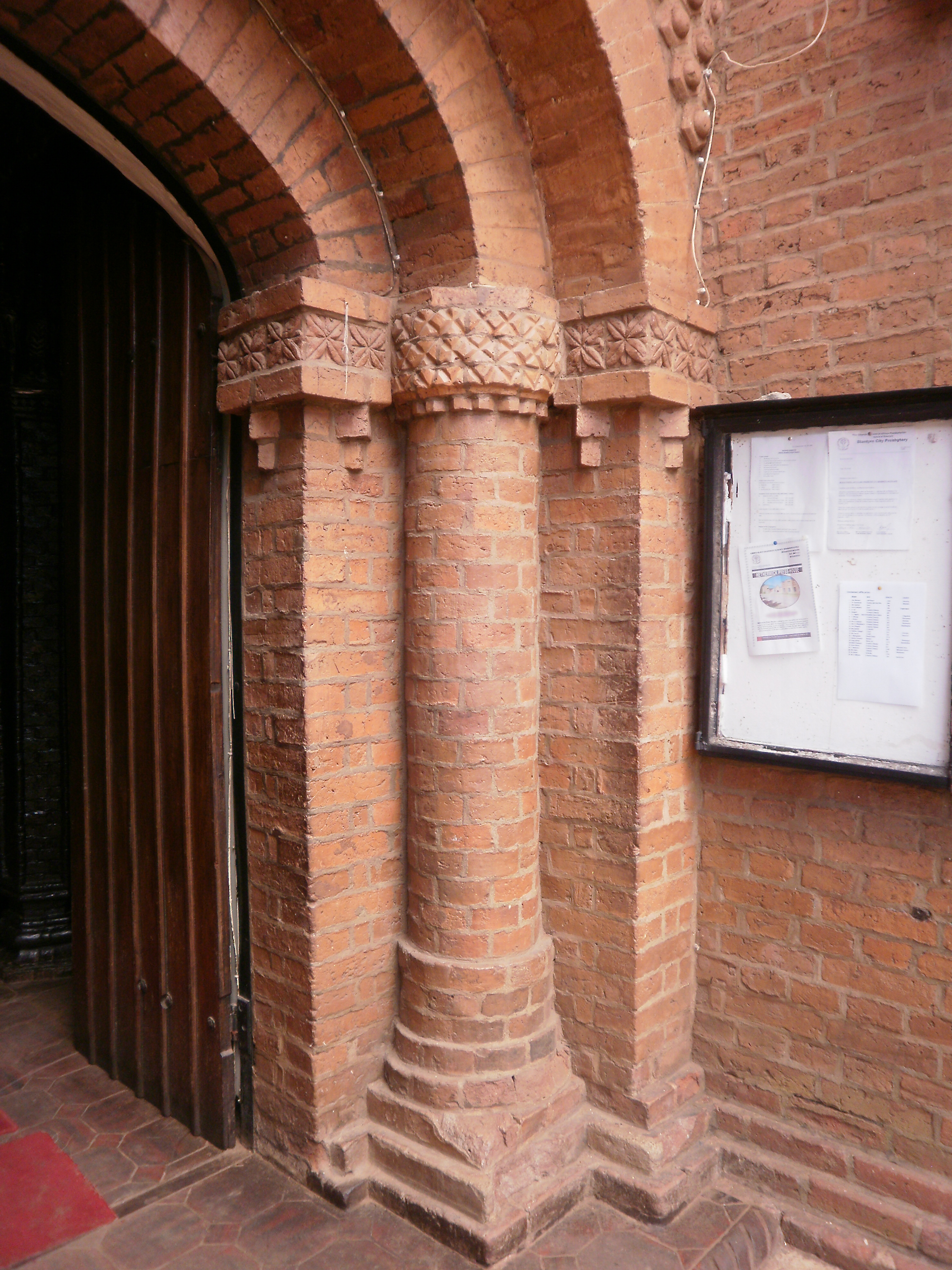
Détail.
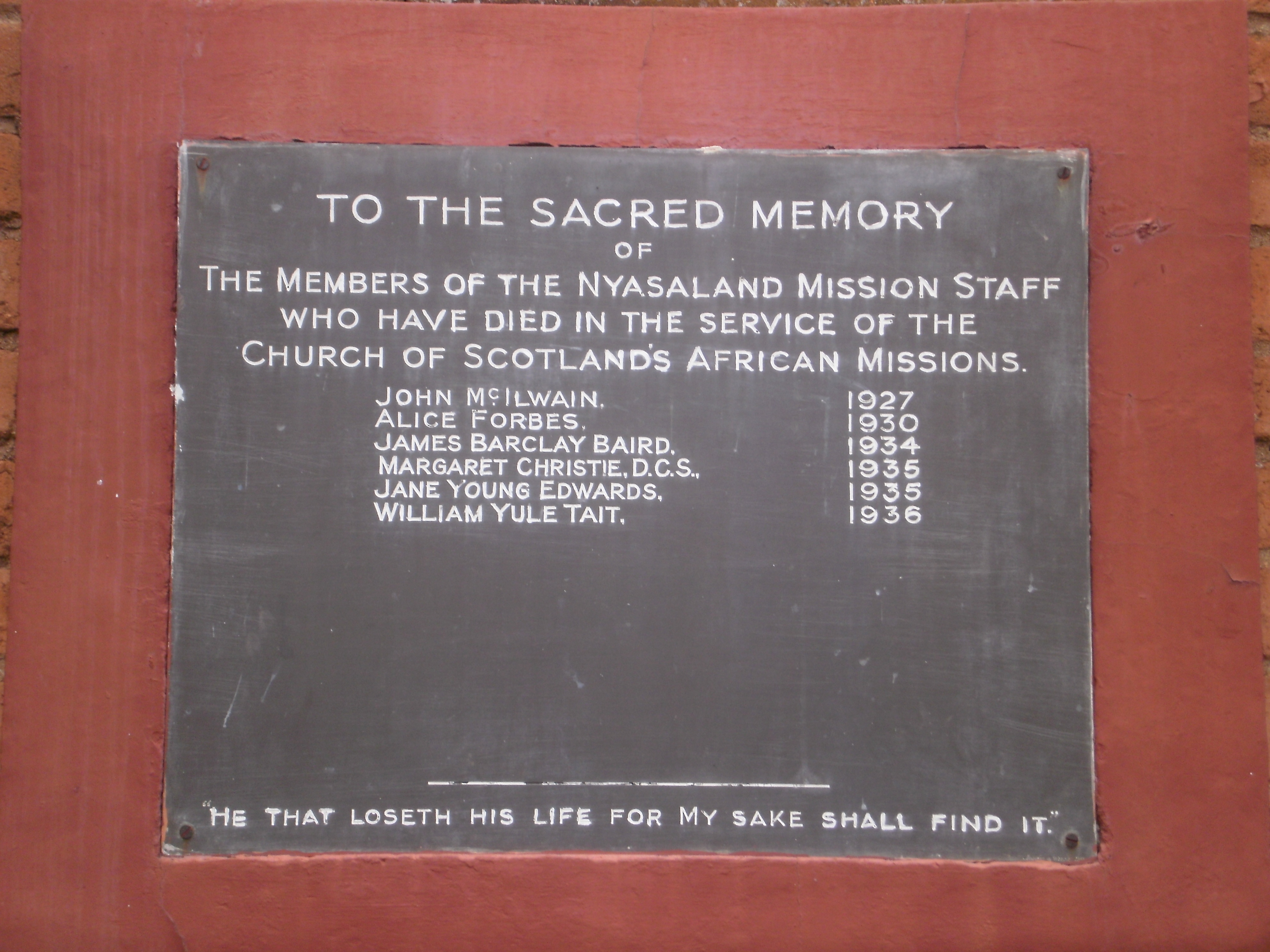
Plaque sur la tour horloge.
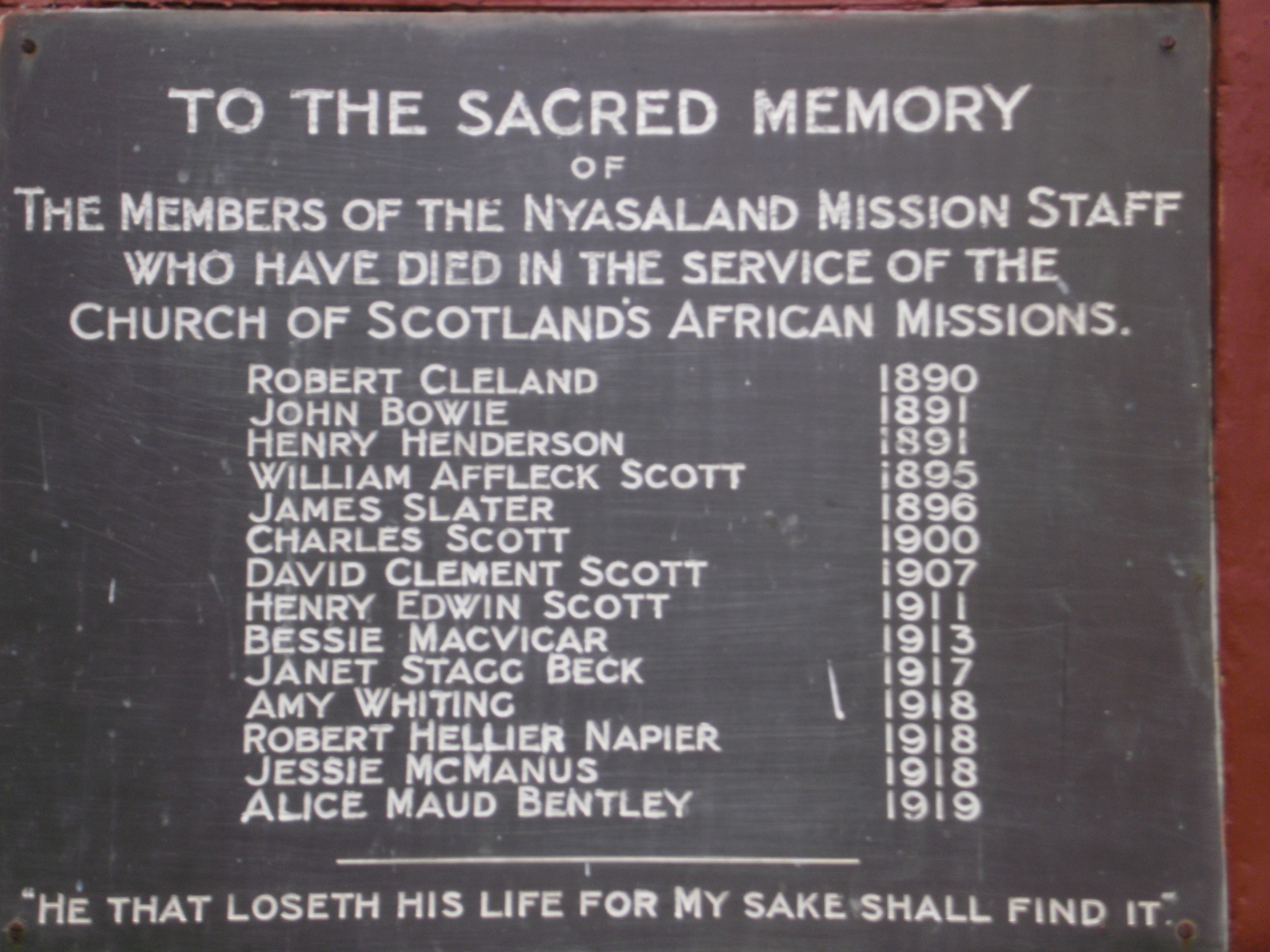
Plaque sur la tour horloge.
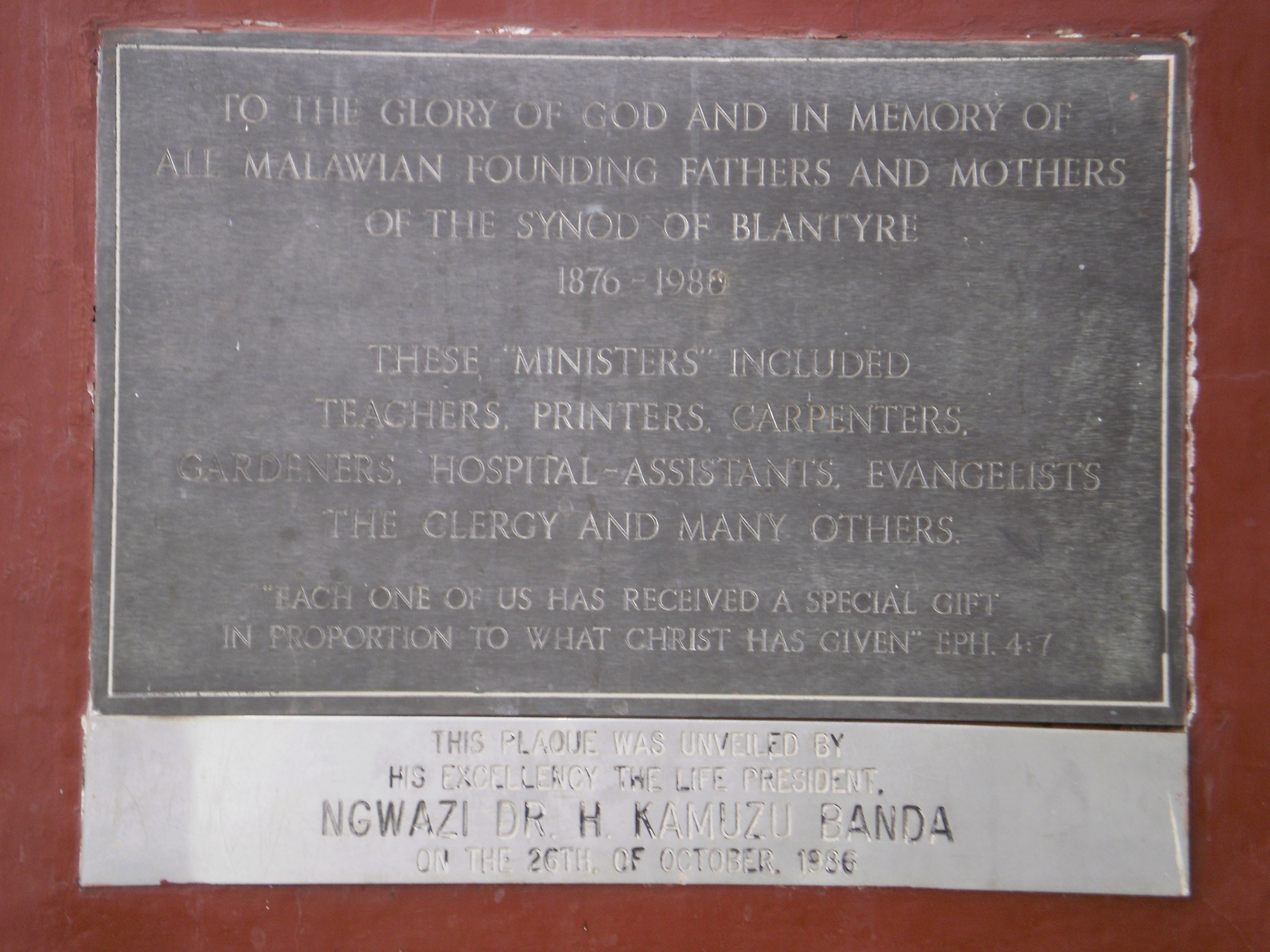
Plaque sur la tour horloge.
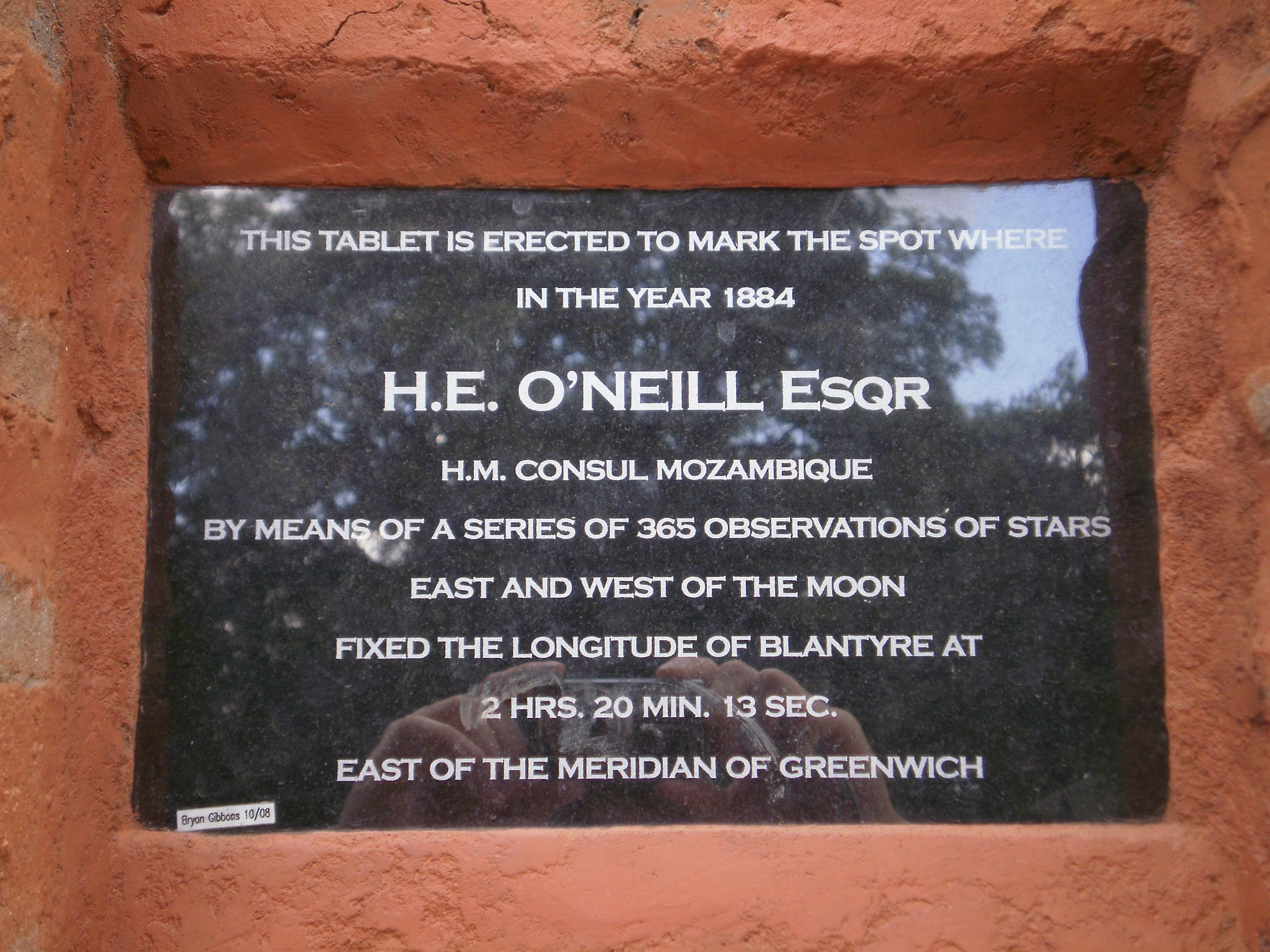
Plaque sur la tour horloge.

### Traduction
- (en) Cet article est partiellement ou en totalité issu de l’article de Wikipédia en anglais intitulé « St Michael and All Angels Church, Blantyre » (voir la liste des auteurs).

### Citations originelles
1. ↑  (en) « the first permanent Christian Church erected […] between the Zambezi and the Nile. »
2. ↑  (en) «  The form was a Latin cross with very short transepts, (10 feet outside measurement). A short choir, (12 feet outside measurement), and a semi-circular apse of 8 feet radius. The aim was to make a comely Presbyterian place of worship. »